# Gunda Gottschalk
Gunda Gottschalk (* 1969 in Bückeburg) ist eine deutsche Violinistin im Bereich der improvisierten und zeitgenössischen Musik.

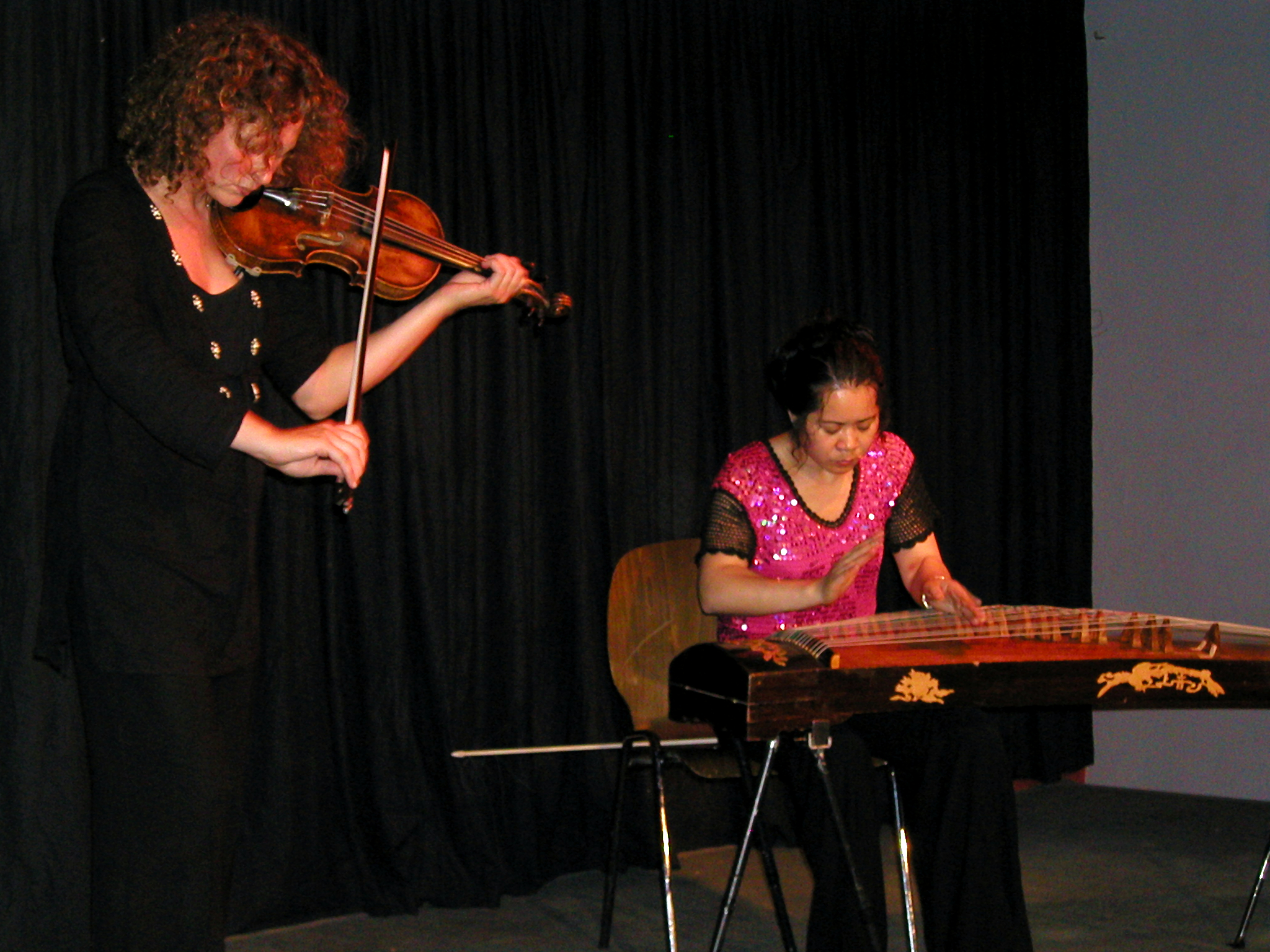
Xu Fengxia und Gunda Gottschalk im club W71

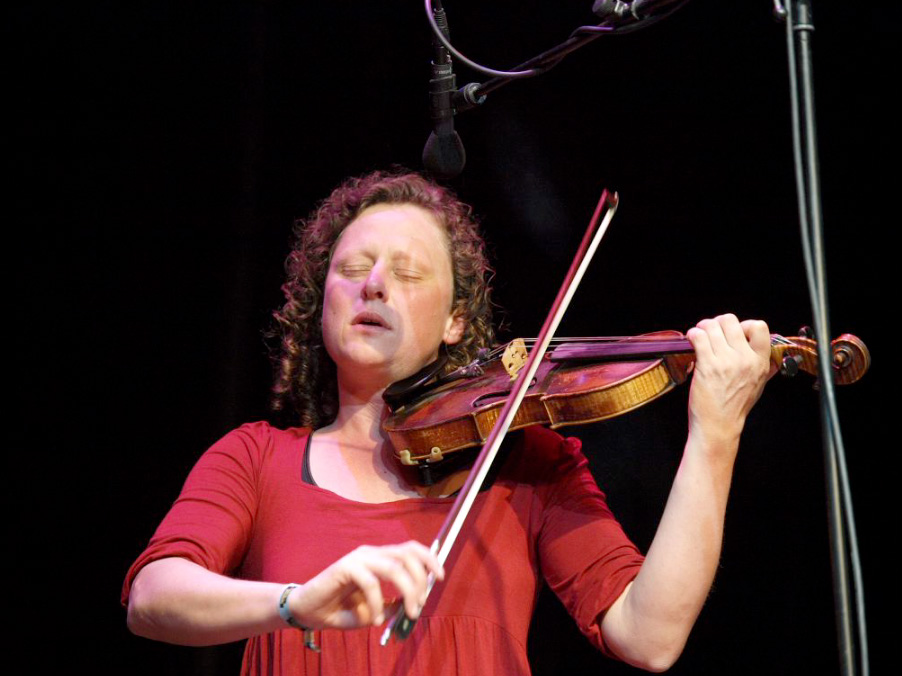
Gunda Gottschalk, moers festival 2008

## Leben
Gottschalk studierte zwischen 1990 und 1994 klassische Violine bei Johannes Prelle und Susanne Imhof an der Musikhochschule Köln-Wuppertal. Meisterkurse und Privatstudien bei Stefan Picard, Antje Weithaas, Sascha Bron und Angelika Budde ergänzten die Ausbildung. Seit 1991 ist sie mit Thomas Beimel, Ute Völker, Karola Pasquay und Ortrud Kegel Mitglied von Partita Radicale, einem Ensemble für Neue und improvisierte Musik, das auch durch Stummfilmprogramme mit Livemusik, Musiktheaterproduktionen und Bühnenmusiken bekannt wurde. 1994/95 begegnete sie Peter Kowald, der zu jener Zeit in Wuppertal sein Projekt „365 Tage am ORT“ durchführte. Sie musiziert in Kowalds Ort-Ensemble und spielt dort mit wichtigen internationalen Solisten der improvisierten Musik, beispielsweise Joëlle Léandre oder Evan Parker. Seit 1995 bildete sie zusammen mit Kowald und der Guzheng-Spielerin Xu Fengxia das Rückgrat des Global Village Ensemble, welches Musiker verschiedenster kultureller Herkunft zusammenführte und in Besetzungen vom Trio bis zum Sextett unter anderem mit Jin Hi Kim, Savina Yannatou, Pamela Z, Jeanne Lee, Otomo Yoshihide, Lê Quan Ninh und Naná Vasconcelos konzertierte.
Seit 1995 arbeitet Gottschalk, die auch Bratsche spielt, zudem mit dem belgischen Bassisten Peter Jacquemyn zusammen; die gemeinsame Duo-CD „e pericoloso sporgersi“ wurde 2001 vom Nachwuchsforum der Gesellschaft für Neue Musik und dem Ensemble Modern ausgezeichnet. Kris Defoort und Fabrizio Cassol beteiligten sie 1995 an ihrem Album Variations on A Love Supreme. 1998 holte die französische Pianistin Christine Wodrascka sie ebenso wie die Klarinettistin Isabelle Duthuit in ihr Trio Krizda. Solotourneen 2002 und 2003 führten sie durch die USA. Sie trat dort u. a. mit William Parker, Susie Ibarra, Assif Tsahar, Michael Zerang, Oliver Lake und Fred Frith auf. Sie arbeitet weiterhin im Duo Youlan mit Xu Feng Xia.
Gemeinsam mit Thomas Beimel erhielt Gunda Gottschalk 1999/2000 ein Arbeits- und Produktionsstipendium der Filmstiftung NRW, das zur Realisierung des Hörspiels „Das Paradies“ genutzt wurde. Die in Wuppertal lebende Musikerin bringt ihre Arbeit in Verbindung mit Tanz, Theater, Film, Komposition, Bildender Kunst und Literatur. Seit 2002 ist sie Geschäftsführerin des Plattenlabels free elephant. Seit 2012 ist sie im Duo Sonata Erronea mit Dušica Cajlan aktiv.

## Diskographie (Auswahl)
- 1995 „Abaculi“ – Partita Radicale (valve records)
- 1999 „è pericoloso sporgersi“ – mit Peter Jacquemyn (valve records)
- 2001 „Das Paradies“ – Hörspiel mit Thomas Beimel (valve records)
- 2002 „Wassermonde“ – Gunda Gottschalk solo (free elephant)
- 2003 „global village“ – Peter Kowald und Ensemble (free elephant)
- 2005 „Frutas Azules“ – Partita Radicale (free elephant)
- 2014 „Zeiten ändern sich“ – Partita Radicale (Valve)
- 2016 „von gräsern und wolken“ – Baadma, Gunda Gottschalk, Ute Völker (Valve 2016)